# Alliance pour la démocratie au Mali – Parti africain pour la solidarité et la justice
Pour les articles homonymes, voir Alliance pour la démocratie et Adema.
L’Alliance pour la démocratie au Mali-Parti africain pour la solidarité et la justice (Adéma-PASJ) est un parti politique du Mali fondé en 1991 à la chute du dictateur Moussa Traoré puis au pouvoir de 1992 à 2002. Il est resté jusqu'à aujourd'hui une des premières forces politique du pays.

## Programme
L’Adéma-PASJ a pour projet de construire au Mali un État républicain et démocrate, fondé sur l’économie de marché, respectueux des droits et libertés tels que définis dans la Déclaration universelle des droits de l'homme, la Charte africaine des droits de l'homme et des peuples, la constitution de la république du Mali et des valeurs fondamentales de la social-démocratie.
L’Adéma-PASJ est membre de l’Internationale socialiste. Sa devise est « Travail-Solidarité-Justice » et son symbole l’abeille.

## Histoire

### De l’association contre la dictature au parti politique
Le 25 octobre 1990, l’Alliance pour la démocratie au Mali (Adéma) est créée qui regroupe des opposants à la dictature de Moussa Traoré. Cette association, présidée par Abdrahamane Baba Touré, regroupe des militants de différentes formations : 
- l’Union soudanaise-Rassemblement démocratique africain (US-RDA), parti de l’ancien président Modibo Keïta, suspendu à la suite du coup d’État mais qui continuait ses activités dans la clandestinité ;
- le Parti malien pour la révolution et la démocratie (PMDR) ;
- le Parti malien du travail (PMT), d’obédience marxiste-léniniste ;
- le Front démocratique et populaire malien (FDPM), composé essentiellement d’opposants maliens résidant à l’étranger et d’exilés politiques.

Elle regroupe également des militants ne faisant partie d’aucune formation politique.
Le 25 mai 1991, après que le régime de Moussa Traoré eut été renversé par le lieutenant-colonel Amadou Toumani Touré, l’Adéma se transforme en parti politique et prend le nom d'Adéma-Parti africain pour la solidarité et la justice (Adéma-PASJ).

### 1992-2002: le parti au pouvoir
En 1992, l’Adéma-PASJ remporte la majorité absolue des sièges aux élections législatives en février et mars (76 sièges sur 116) et son candidat Alpha Oumar Konaré est élu président de la République lors de la première élection présidentielle de la Troisième république malienne 26 avril 1992. 
En septembre 1994, Ibrahim Boubacar Keïta, nommé Premier ministre en février, est élu président de l’Adéma-PASJ.
L’Adéma-PASJ connaît sa première dissidence d'une longue série avec la création en la même année du Mouvement pour l'indépendance, la renaissance et l'intégration africaine (Miria) par Mamadou Lamine Traoré, un des membres fondateurs de l'Adéma, ancien vice-président de l’Adéma-PASJ et ancien ministre de l’Intérieur. Malgré cela, le parti présidentiel conserve la majorité absolue à l’Assemblée nationale.
Le 26 octobre 1996, l’Adéma-PASJ crée avec ses alliés, le Parti pour la renaissance nationale (PARENA), l’Alliance pour la démocratie économique et sociale (ADES), la Convention sociale démocrate (CDS), le Mouvement des citoyens- Cercle des démocrates républicains (MC-CDR), le Rassemblement malien pour le travail (RAMAT) et le Parti démocratique pour la justice (PDJ), une alliance électorale en vue de remporter les élections législatives et présidentielle de 1997 : la Convergence nationale pour la démocratie et le progrès.
En 1997, le premier tour des élections législatives organisé le 13 avril 1997 se passe dans la confusion en raison de l’absence de liste électorale fiable,. La Cour constitutionnelle annule le scrutin et l’opposition demande la suspension du processus électoral.
Toutefois, le 11 mai 1997, Alpha Oumar Konaré est réélu président de la République face à un unique concurrent, les huit autres candidats de l’opposition ayant retiré leur candidature. Quant aux élections législatives qui se déroulent le 20 juillet 1997 et le 3 août 1997 et qui sont boycottées par une grande partie de l’opposition, l’Adema-Pasj obtient à ces dernières 128 députés sur 147.
Le 21 juin 1998, lors des élections communales, l’Adéma-PASJ l’emporte dans 16 des 19 communes urbaines. Le 25 août suivant, l’élection du candidat officiel de l’Adema-Pasj Ibrahima N'Diaye comme maire du district de Bamako marque le début de la guerre de succession du président Alpha Oumar Konaré. Un autre candidat de l’Adéma-Pasj, proche d'Ibrahim Boubacar Keïta, Boubacar Bâ s’était présenté.
Le 6 juin 1999, les élections communales sont organisées dans les quatre régions du nord. L’Adéma-PASJ emporte 1 739 des 2 823 sièges de conseillers communaux.
En octobre 1999, le Premier ministre Ibrahim Boubacar Keïta est réélu président du parti.
Le 15 février 2000, Mandé Sidibé est nommé Premier ministre pour remplacer Ibrahim Boubacar Keïta qui a démissionné.
La fin du second mandat d’Alpha Oumar Konaré est marquée par des divisions au sein de l'Adéma-PASJ pour la succession du président de la République. 
Le 9 octobre 2000, Ibrahim Boubacar Keïta, président du parti, démissionne de toutes ses fonctions alors qu’un « courant rénovateur », opposé à la candidature de l’ancien Premier ministre, a obtenu lors de la conférence nationale la relecture des statuts  de l’Adéma-Pasj. Le 28 février 2001, Ibrahim Boubacar Keïta crée une association baptisée Alternative 2002 et est rejoint par 33 députés de l’Adéma-Pasj, des élus locaux et d’anciens ministres comme Issa N'Diaye Le 30 juin 2001, il crée finalement un nouveau parti, le Rassemblement pour le Mali (RPM). Il sera remplacé à la tête du parti par Dioncounda Traoré en 2001.
Le 5 janvier 2002, lors d’une convention de l’Adéma-PASJ, Soumaïla Cissé est investi candidat à l’élection présidentielle face à Soumeylou Boubèye Maïga, ministre de la Défense. Le Premier ministre Mandé Sidibé est aussi candidat à l’élection présidentielle mais a décidé de pas se soumettre aux primaires organisées par le parti. Il est exclu de ce dernier, tout comme Ahmed El Mandani Diallo, ancien ministre du Développement rural, qui se porte également candidat.
Le 28 avril 2002, Soumaïla Cissé, candidat officiel de l’Adéma-PASJ, arrive second au premier tour de l’élection présidentielle avec 21,32 % des voix derrière Amadou Toumani Touré (28,71 %). Au second tour, il est, avec 35,65 % des voix, battu par Amadou Toumani Touré.

### 2002-2012: un parti dominant allié au président Amadou Toumani Touré
L'arrivée au pouvoir d'Amadou Toumani Touré, auquel l'Adéma-PASJ s'associe, correspond à une phase de repli du parti mais n'entame pas de façon décisive son électorat.
Aux élections législatives d’août 2002, l’Adéma-PASJ se maintient comme première force politique du pays en obtenant 51 députés. C’est cependant le président du RPM, Ibrahim Boubacar Keïta, dont la coalition Espoir 2002 a devancé celle de l’Adéma-PASJ.
L’Adéma-PASJ participe au gouvernement de rassemblement constitué par le Premier ministre Ahmed Mohamed ag Hamani.
Mais après Ibrahim Boubacar Keïta en 2001, la division de l’Adéma-PASJ se poursuit avec Soumaïla Cissé, candidat malheureux du parti à l’élection présidentielle, qui quitte ce dernier pour former le 1er juin 2003 l’Union pour la république et la démocratie (URD),.
Le 30 mai 2004, l’Adéma-PASJ obtient environ 31 % des voix aux élections communales .
Pour l’élection présidentielle malienne de 2007, l’Adéma-PASJ décide de ne pas présenter de candidat et constitue avec l’URD ainsi que 12 autres partis politiques l’Alliance pour la démocratie et le progrès (ADP) pour soutenir la candidature d’Amadou Toumani Touré. Soumeylou Boubèye Maïga qui décide de se présenter contre le président sortant est exclu du parti lors de la conférence nationale des 24 et 25 février 2007 avec plusieurs de ses sympathisants (Issa Diarra, Ibrahima Kantao, Binta Yattassaye et Oumar Ag El Méhidi).
Aux élections législatives des 1er et 22 juillet 2007, l’Adéma-PASJ est arrivée en tête avec 51 députés sur 147 et reste le premier parti du pays. Le 3 septembre 2007, Dioncounda Traoré, président de l’Adéma-PASJ, a été élu président de l’assemblée nationale par 111 voix sur 147, contre 31 pour Mountaga Tall du Congrès national d'initiative démocratique (CNID) et 5 bulletins nuls.
Le 29 avril 2008, Le Rassemblement national pour la démocratie (RND) a décidé de fusionner avec l’Adéma-PASJ alors qu’une grande partie de ses militants a préféré rejoindre l’URD. L’Adéma-PASJ a fusionné avec d’autres petits partis comme le Parti pour l'unité, la démocratie et le progrès (PUDP) le 13 mai 2008 et le Parti pour la démocratie, la culture et l'intégration (PDCI), essentiellement implanté à Bougouni, le 7 juin 2008.

### Depuis 2012
L'Adéma-PASJ espère retrouver la présidence de la République après le départ du président Amadou Toumani Touré qui achève son second et dernier mandat, conformément à la constitution. Le 30 juillet 2011, les délégués des 53 sections de l'intérieur et ceux des 23 sections de l'extérieur de l'Adéma-PASJ approuvent à l’unanimité la candidature de Dioncounda Traoré pour l'élection présidentielle malienne de 2012. 
L'ex-Premier ministre Modibo Sidibé se lance aussi dans la campagne et, faute de soutien, quitte le parti pour fonder les Forces alternatives pour le renouveau et l'émergence (FARE).
Alors que le nord du Mali est en proie à une nouvelle rébellion touarègue, le coup d'État militaire du 21 mars 2012 entraîne l'annulation des élections prévues un mois plus tard. Ce putsch est le signe d'un violent rejet, largement partagé par la population, du système de corruption générale auquel l'Adéma-PASJ a contribué voire a donné naissance en 1991. L'Adéma-PASJ condamne fermement le coup de force.
À la suite de la médiation de la Communauté économique des États de l'Afrique de l'Ouest, le président Amadou Toumani Touré remet sa démission et Dioncounda Traoré, président de l'Assemblée nationale, devient président par intérim le 12 avril 2012.
Le parti est représenté au Conseil national de la transition.

## Mouvements affiliés
Le Mouvement de la jeunesse Adéma-PASJ est « l'espace d'expression, d'intervention et de réflexion propre aux militants et sympathisants de l'Adema dans la jeunesse ». L'appartenance au Mouvement de la jeunesse est réservée aux jeunes de moins de 28 ans.
Le Mouvement des femmes Adéma-PASJ est « l’espace de réflexion, de formation et d’expression propre aux militantes de l’Adéma-PASJ ».

## Congrès
- 1er congrès (1991)
- 2e congrès (1994)
- 3e congrès (2001) 1999
- 4e congrès (2008)
- 5e congrès (2015)
- 6e congrès (2021)

## Présidents
- 1991-1994 : Abdrahamane Baba Touré
- 1994-2000 : Ibrahim Boubacar Keïta
- 2000-2015 : Dioncounda Traoré
- 2015-2021 : Tiémoko Sangaré
- 2021-2023 : Marimantia Diarra
- depuis 2023 : Abdel Karim Konaté (intérim)

## Résultats électoraux

### Élections présidentielles
| Année | Résultat                                                                  |
| ----- | ------------------------------------------------------------------------- |
| 1992  | Alpha Oumar Konaré - premier tour : 44,95 % - second tour : 69,01 % - élu |
| 1997  | Alpha Oumar Konaré - premier tour : 95,9 % - réélu                        |
| 2002  | Soumaïla Cissé - premier tour : 21,44 % - second tour : 34,99 % - battu   |
| 2007  | Soutient la candidature du président sortant Amadou Toumani Touré - réélu |
| 2013  | Dramane Dembélé - premier tour : 9,71 % (3e position)                     |
| 2018  | Kalifa Sanogo - premier tour : 1,22 % (12e position)                      |

### Élections législatives
| Année   | Suffrages | %     | Sièges    | Rang | Gouvernement |
| ------- | --------- | ----- | --------- | ---- | ------------ |
| 1992    | 476 254   | 48,42 | 76 / 116  | 1er  |              |
| 07/1997 | 698 690   | 62,85 | 128 / 147 | 1er  |              |
| 2002    |           |       | 51 / 147  | 2e   |              |
| 2007    |           |       | 51 / 147  | 1er  |              |
| 2013    | 277 517   | 11,49 | 16 / 147  | 3e   |              |
| 2020    |           |       | 24 / 147  | 2e   |              |

### Autres élections
| Année | Élection              | Résultat                                                                              |
| ----- | --------------------- | ------------------------------------------------------------------------------------- |
| 1992  | Municipales           | 214 conseillers sur 749                                                               |
| 1998  | Municipales           | L’Adema-Pasj l’emporte dans 16 des 19 communes urbaines                               |
| 1998  | Municipales           | Dans le quatre régions du nord, l’Adéma-PASJ emporte 1739 des 2 823 sièges à pourvoir |
| 2004  | Municipales           | 30,95 % des voix et 258 maires (sur 703), 3336 élus communaux (sur 10777)             |
| 2007  | Conseillers nationaux | 32 sièges (sur 75)                                                                    |
| 2009  | Municipales           | 3 464 conseillers                                                                     |
| 2016  | Municipales           | xx conseillers (sur 12 000)                                                           |